# Reinfeld
Reinfeld là một town in the huyện Stormarn, bang Schleswig-Holstein, Đức. Đô thị này có diện tích 17,36 kilômét vuông, dân số thời điểm 31 tháng 12 năm 2006năm 2006 là 8482 người. Đô thị này tọa lạc gần sông Trave, khoảng 8 km về phía đông của Bad Oldesloe, và 14 km về phía tây của Lübeck. Reinfeld thuộc vùng đô thị Hamburg. Đây là quê hương nhà thơ Matthias Claudius.
Reinfeld có nhà ga đường ray của tuyến đường giữa Hamburg và Lübeck. Tuyến đường ray này được khai trương năm 1865 bởi Lübeck-Büchener Eisenbahn 
Đô thị này kết nghĩa với
- Saint-Pryvé-Saint-Mesmin, Pháp), từ năm 1996
- Neubukow, Mecklenburg-Vorpommern
- Kaliska, Ba Lan

Bản mẫu:1632 place referenced